# イシュキック
イシュキック（シュキク）(Ixquic, Xquic) は、マヤ神話の『ポポル・ヴフ』に登場する女神の一柱。彼女の名前は「小さな血」「女の血」を意味する。
冥界シバルバーの貴人クチュマキックの娘。

## フン・フンアフプーとの出会い
フン・フンアフプーが冥神フン・カメーとヴクブ・カメーの姦計によって殺された後、切られた彼の首が木に吊されると木の実に変わった。この実の話を聞いたイシュキックが興味をもち、木に近づくのが禁止されていたにもかかわらず1人で木の下に行った。すると木の実の間から、フン・フンアフプーの頭蓋骨が話しかけてきた。木の実がほしいとイシュキックが言って手を差し出すと、頭蓋骨はイシュキックの手に唾をかけた。唾はあっというまに皮膚に吸い込まれた。フン・フンアフプーは「どんな人物もこんな骨だが、その資性は死んでも無くならず、娘や息子に引き継がれていくが、今自分はおまえにそうしたのだ。地上へ行け」と話した。イシュキックは家に帰った。

## 地上へ
6ヶ月後、父クチュマキックがイシュキックの妊娠を見抜いた。クチュマキックはフン・カメーとヴクブ・カメーに命じられてイシュキックに事実を確かめた。イシュキックは「まだ男性を知らない」（未婚の女性は男性の顔も見てはいけなかった）と答えた。クチュマキックは4羽のミミズクアフポップ・アチフを呼ぶと「イシュキックをいけにえにせよ、心臓をヒカラ（ヒカロの木の実で作ったお椀）に入れて持ち帰れ」と命じた。
イシュキックはヒカラと石刀を持ったミミズクたちに連れて行かれる間、殺人はいけないことだと説得した。ミミズクも実はイシュキックを殺したくなかった。イシュキックは自分の心臓の代わりに、「グラナの赤木」という木から血のような樹液を採ってヒカラに入れさせた。すると血が固まって心臓の形になった。ミミズクはイシュキックのしもべになることを誓い、ヒカラをフン・カメーとヴクブ・カメーに届けている間、イシュキックは地上へ上がっていった。シバルバーの人々は心臓（樹液の塊）を火にくべて確かに血のにおいだと思った。イシュキックはシバルバーの人々に勝ったのである。

## 双子の母として
イシュキックは地上に上り、フン・フンアフプーの母を訪ねて、息子の子を妊娠していると話した。母はもちろん信じないで、トウモロコシを網にたくさん採ってくるという難題を吹っかけてきた。イシュキックはフンバッツとフンチョウエンのトウモロコシ畑に行ったが、たった1本のトウモロコシしかなかった。彼女が食糧の神チャハール（播種床の番人）、トウモロコシを煮る神イシュトフ（雨の神）、イシュカニール（穂の神）、イシュカカウ（カカオ豆の神）に祈ってからトウモロコシのひげの1本を引っ張ったところ、網がトウモロコシでいっぱいになった。母はこれを見、息子の嫁と認めて家に入れた。
やがてイシュキックは双子の男の子フンアフプーとイシュバランケーを生んだが、双子があまりに泣くので祖母（フン・フンアフプーの母）に外へ出されてしまった。双子は兄フンバッツとフンチョウエンにも嫌われていたため、イシュキックは双子を野原で育てた。双子が祖母にも兄にも邪険にされる話が続くが、イシュキックが祖母らから受け入れられなかった様子はない。イシュキックが祖母と協力して水瓶の穴を塞ぎ水を汲もうとするエピソードもある。
やがてフンアフプーとイシュバランケーがシバルバーへ向かう時には、母であるイシュキックも祖母も双子を案じて泣いたが、双子は母と祖母に丁寧に挨拶して出かけていった。